# Hinlopenstraße

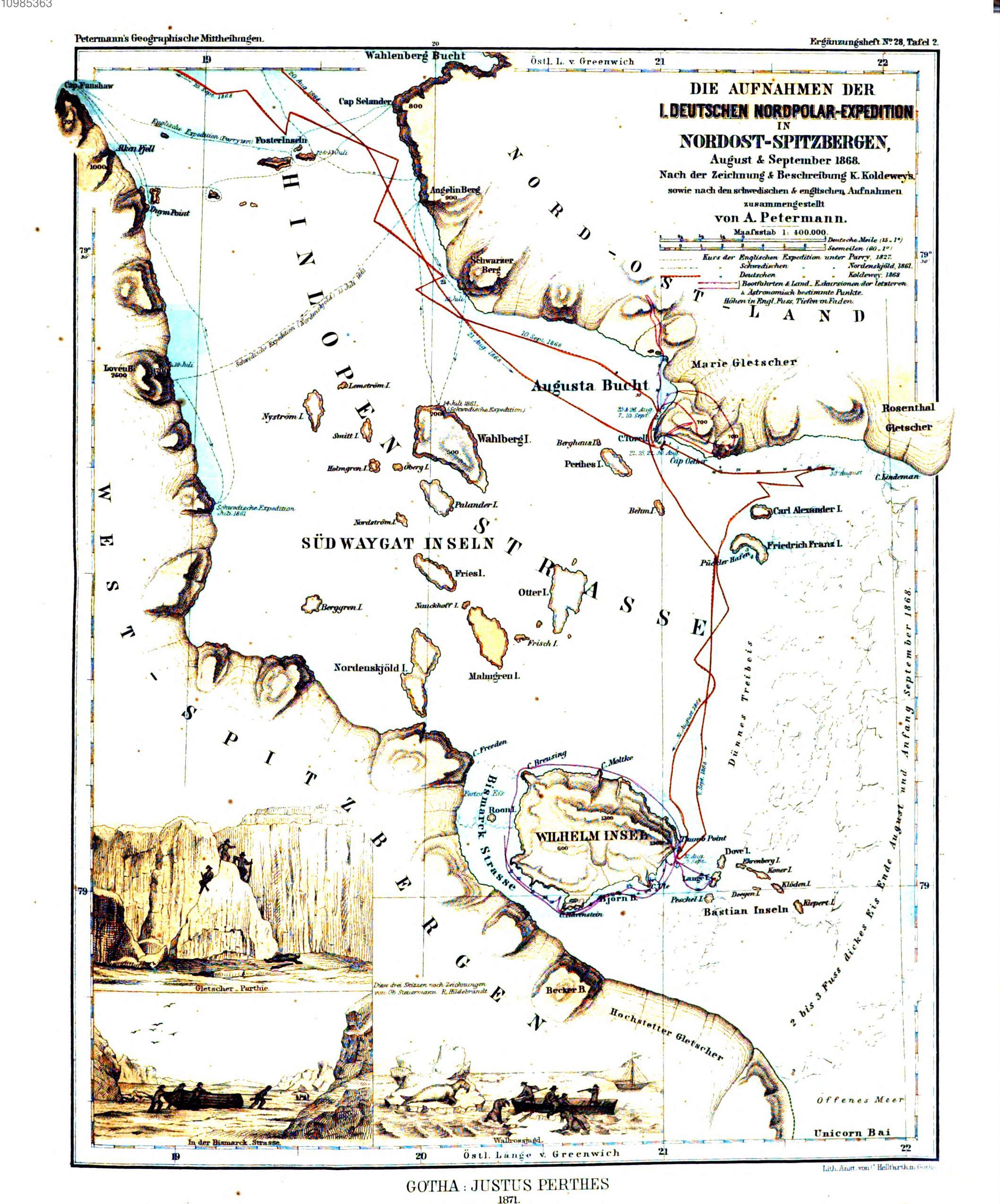
HINLOPEN STRASSE auf der Karte von der Ersten Deutschen Nordpolar-Expedition (1868)

Die Hinlopenstraße (norwegisch Hinlopenstretet oder Hinlopenstredet) ist eine Meerenge der Barentssee im Spitzbergen-Archipel zwischen den Inseln Spitzbergen und Nordostland.

## Geographie
Die Hinlopenstraße ist 150 km lang, zwischen 10 und 60 km breit und reicht von Kap Payer im Süden bis Verlegenhuken im Norden. Sie ist über 400 m tief und durch mehrere Schwellen in eine Reihe von Becken geteilt. In ihrem südlichen Teil enthält sie zahlreiche Inseln. Die Passage ist wegen des hier häufig anzutreffenden Packeises schwierig.
Die Küstenlinie der Hinlopenstraße ist durch mehrere Fjorde unterbrochen, die sich zum Teil tief in das begrenzende Festland einschneiden. Das sind der Murchison- und der Wahlenbergfjorden im Osten sowie der Sorg- und der Lomfjorden im Westen. Einige große Gletscher kalben in die Hinlopenstraße, darunter der Etonbreen und der mit 1248 km² größte Auslassgletscher Spitzbergens, der Hinlopenbreen.

## Flora und Fauna
Die Pflanzenwelt an den Küsten und auf den Inseln der Hinlopenstraße ist kärglich. Die meisten Gebiete sind Kältewüsten. Die dominierende Pflanze ist der Spitzbergenmohn (Papaver dahlianum). In der Tundra am Lomfjorden, dem Murchisonfjorden und dem Wahlenbergfjorden ist die arktische Hainsimse (Luzula nivalis) häufig. Des Weiteren sind Moose und Flechten vertreten. 
Es gibt einige größere Seevogelkolonien, besonders auf der Westseite der Meerenge. Die größte befindet sich auf dem Alkefjellet südlich des Lomfjorden. Auf dem Doleritfelsen brüten im Frühjahr und Sommer mehrere hunderttausend Dreizehenmöwen und Dickschnabellummen. Weiter findet man im Bereich der Hinlopenstraße Eissturmvögel, Krabbentaucher, Gryllteisten und Eiderenten. In der Nähe der Vogelkolonien kommt auch der Polarfuchs vor. In der Augustabukta und der Vibebukta sind Walrosse anzutreffen. Auch Eisbären sind relativ häufig. 1995 kam es auf Kiepertøya, einer der Bastian-Inseln, zu einem tragischen Zwischenfall, bei dem ein Eisbär einen Menschen tötete.
Seit 1973 gehört die Hinlopenstraße zum Nordost-Svalbard-Naturreservat.

## Geschichte
Die Straße ist wahrscheinlich nach dem Vorsteher der Nordischen Kompagnie Tymen J. Hinlopen (1572–1637) benannt. Sie wurde schon frühzeitig von Walfängern und Pomoren besucht. 1827 kartierte Henry Foster den nördlichen Teil und fand eine gute Übereinstimmung mit holländischen Karten vom Beginn des 18. Jahrhunderts. Auf der Ersten Deutschen Nordpolar-Expedition im Jahr 1868 befuhr Carl Koldewey mit der Grönland die Hinlopenstraße. Zahlreiche geografische Namen gehen auf diese Expedition zurück, wie Bastianøyane, Wilhelmøya und Augustabukta.

## Galerie

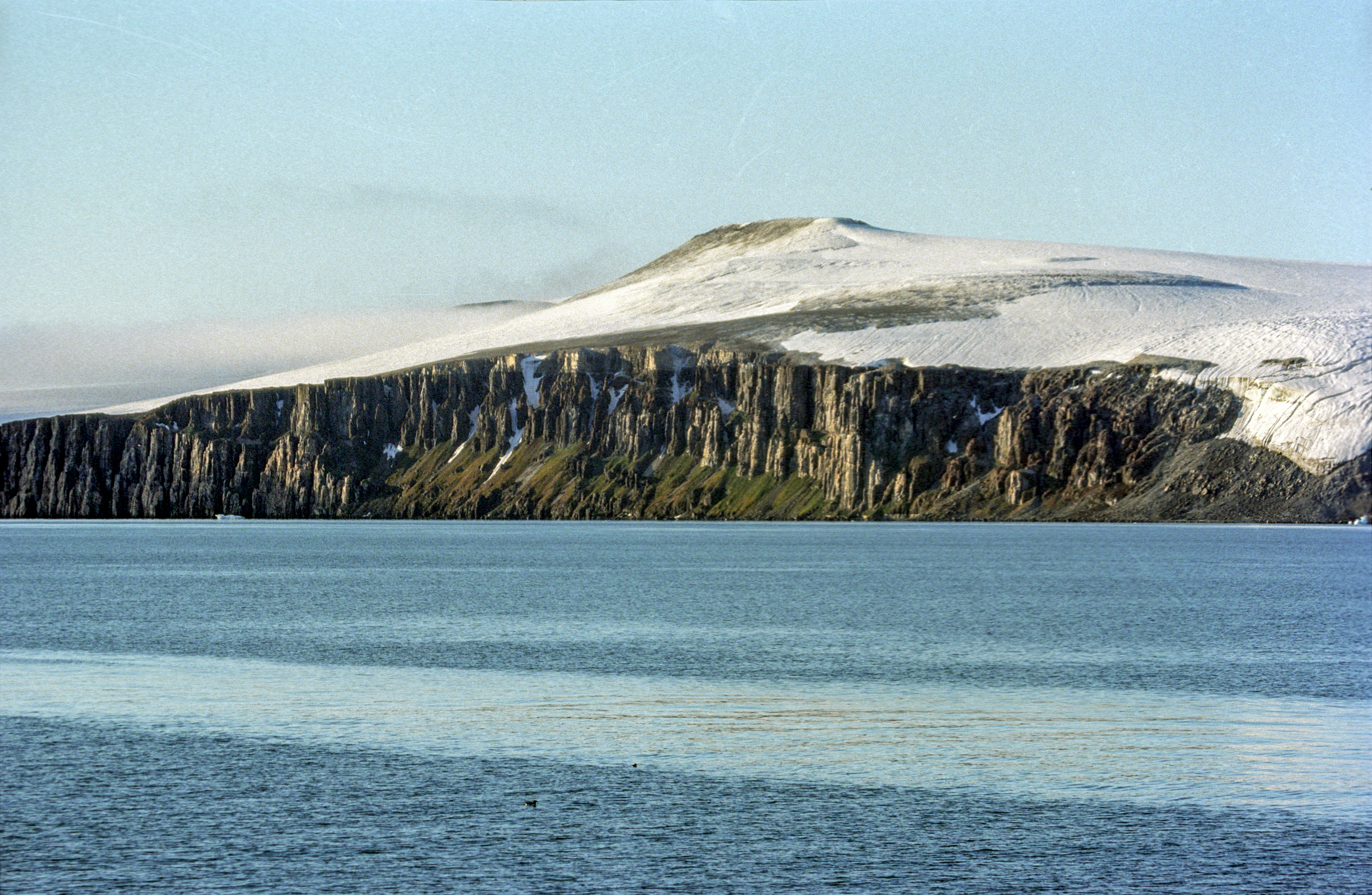
Kap Fanshawe
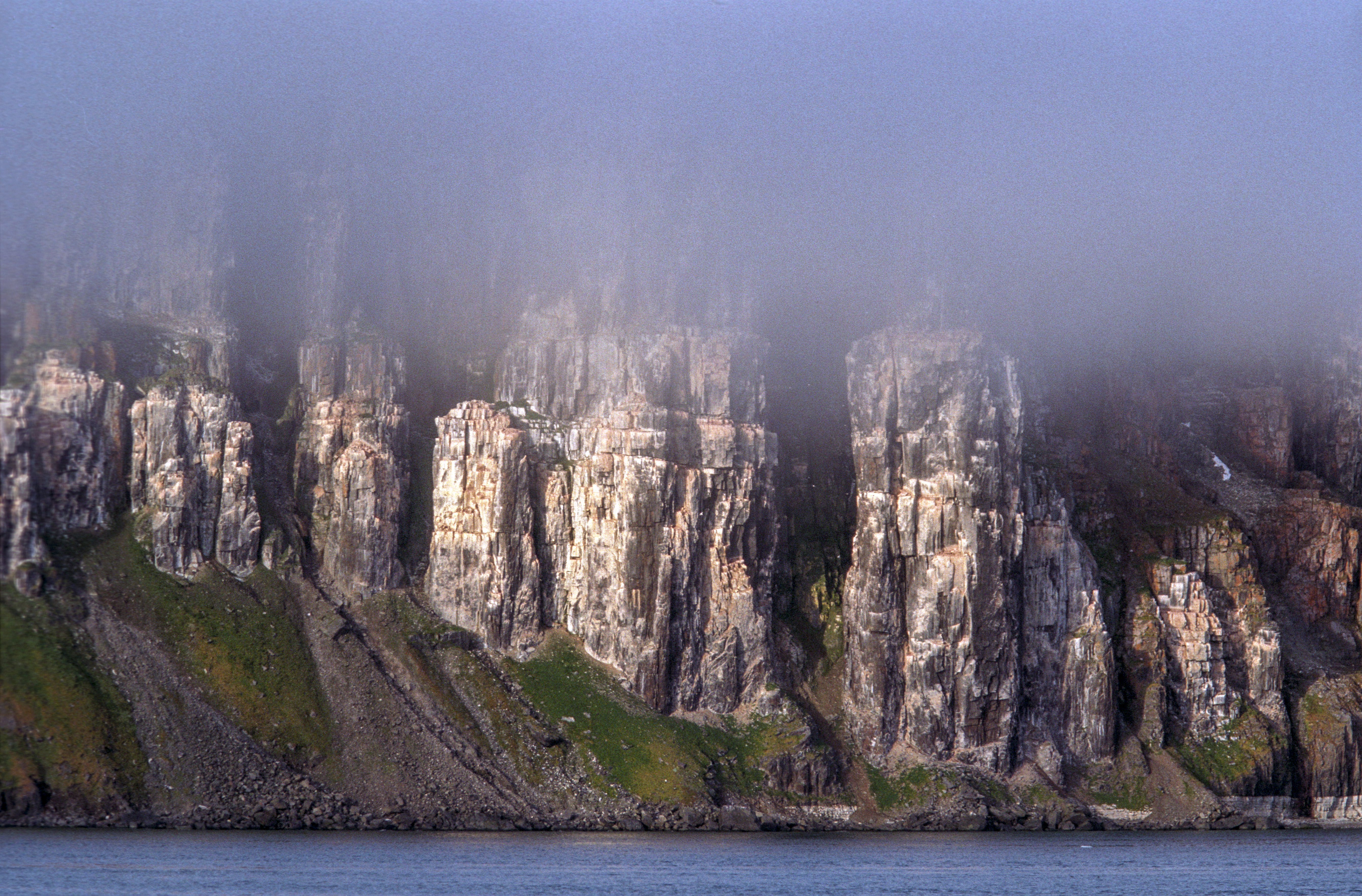
Alkefjellet
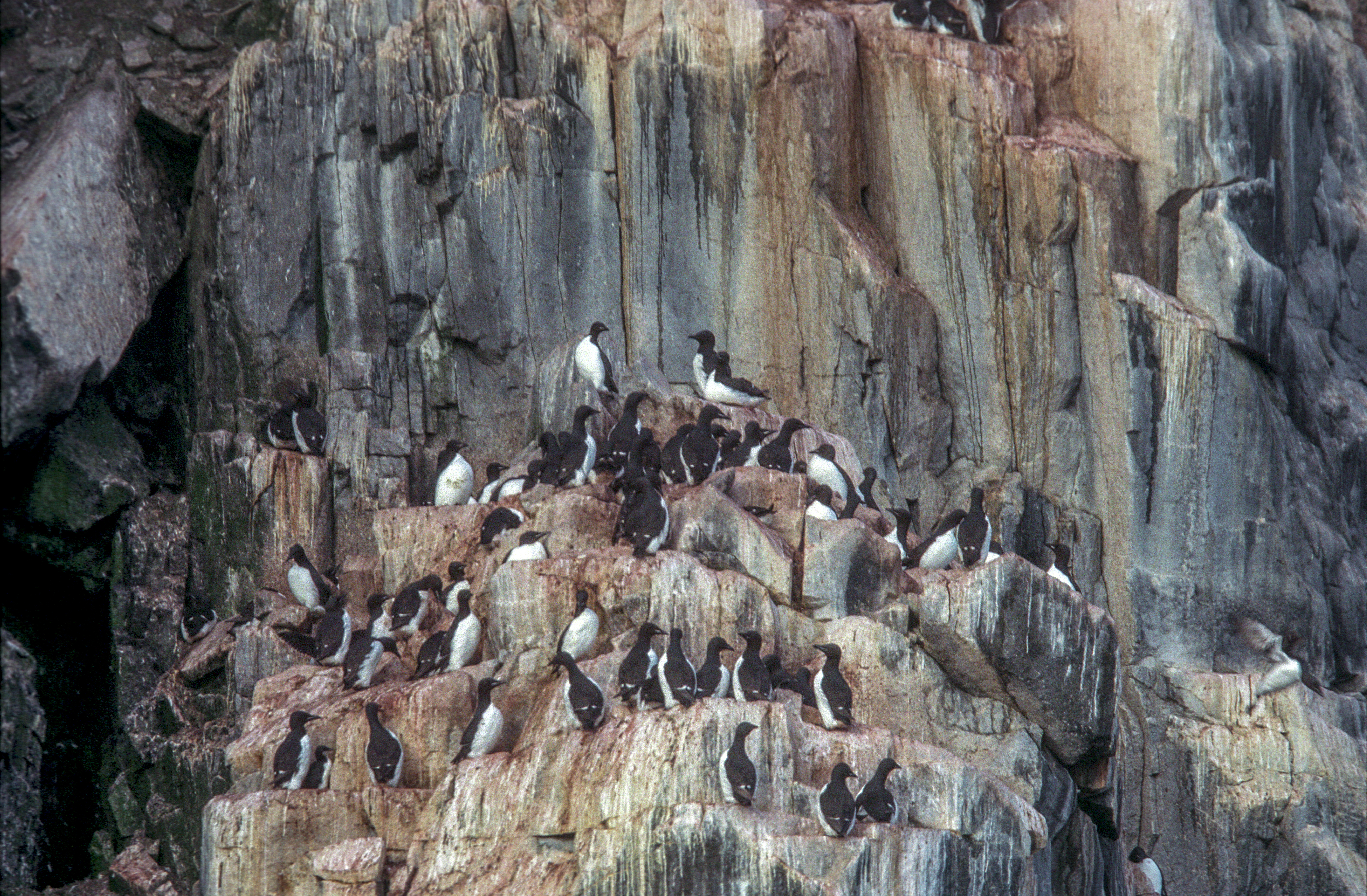
Alkefjellet
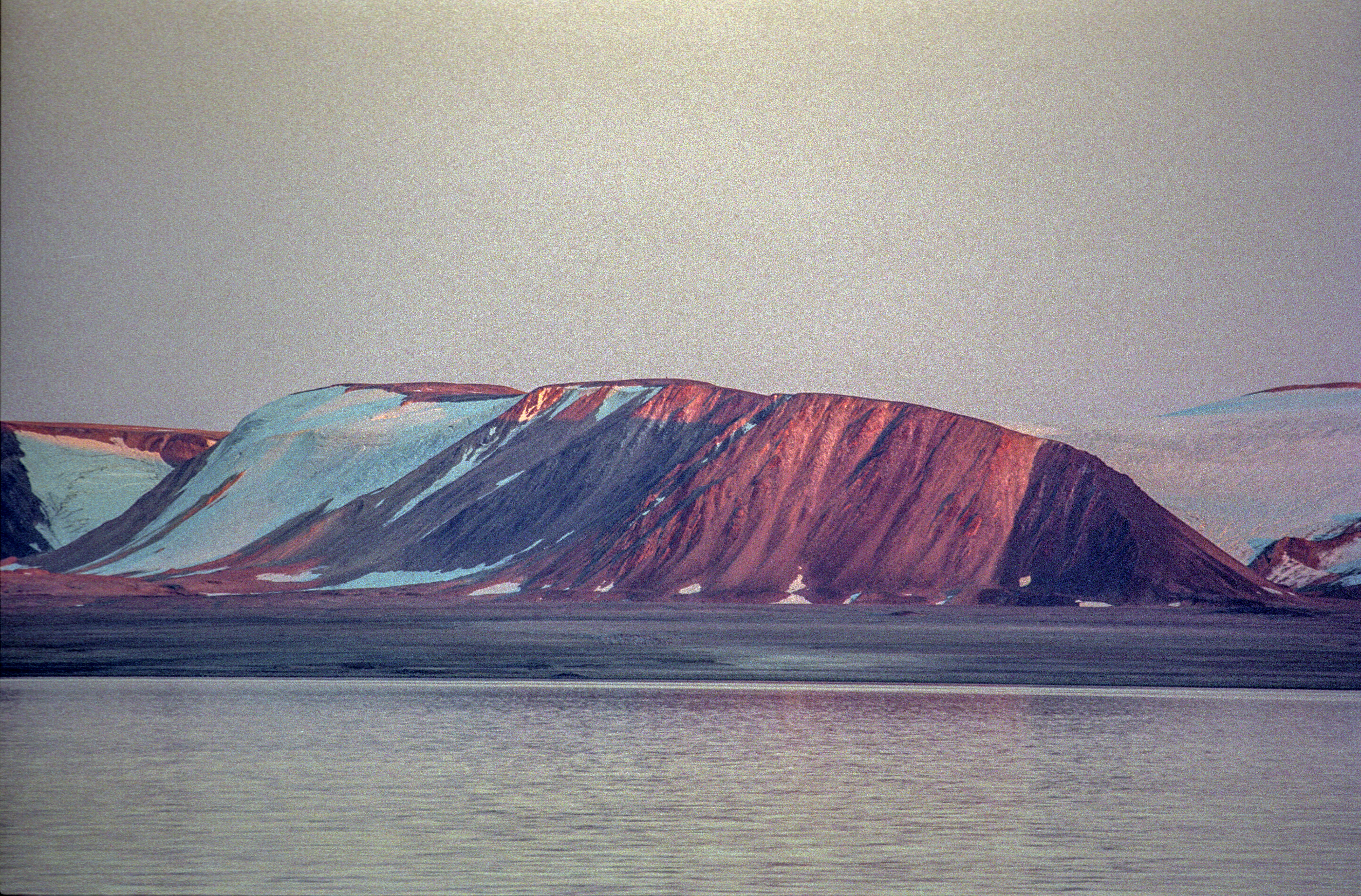
Olympen